# هسته بیرونی

ساختار درونی زمین

هستهٔ زمین به دو بخش درونی (جامد) و بیرونی (مایع) تقسیم می‌شود که ۹۵٪ آن را هستهٔ بیرونی تشکیل می‌دهد. هستهٔ بیرونی زمین، لایه‌ای از ساختار زمین است که هستهٔ درونی را فرا گرفته و برخلاف آن مایع است و در زیر گوشته قرار گرفته‌است. هستهٔ بیرونی از ناپیوستگی گوتنبرگ در عمق ۲٬۹۰۰ کیلومتری آغاز و تا عمق ۵٬۱۲۰ کیلومتری که مرز هستهٔ بیرونی و هستهٔ درونی قرار دارد ادامه می‌یابد. ترکیب عمومی هسته آلیاژ آهن-نیکل است و به همین دلیل به آن نیف یا نیفه نیز می‌گویند. هستهٔ بیرونی دارای حرکت‌های همرفتی است که سرعت آن‌ها چندین کیلومتر در سال است. حرکت وضعی زمین تأثیر به‌سزایی در این حرکات داشته و این اثر به نام تأثیر کوریولیس نامیده می‌شود.